# لویی دو پونت دو لاک
لویی دو پونت دو لاک (به انگلیسی: Louis de Pointe du Lac) در مجموعه داستان‌های تاریخچه خون‌آشام اثر آن رایس است. او زندگی خود را به عنوان یک انسان عادی آغاز می‌کند و بعداً تبدیل به یک خون‌آشام می‌شود. او قهرمان داستان است که خاطرات خود را در مصاحبه با خون‌آشام (۱۹۷۶، اولین کتاب از مجموعه تاریخچه خون‌آشام). بازگو می‌کند. او همچنین در ملکه نفرین شده حضور دارد.

## انسان فانی
لویی دو پونت دو لاک در ۴ اکتبر ۱۷۶۶ در فرانسه در یک خانواده کاتولیک رومی متولد شد. خانواده او در دوره جوانی لویی، به آمریکای شمالی مهاجرت کردند. مادر، خواهر و برادر او، پاول، درست در خارج از نیواورلئان در یکی از دو مزرعه نیل خود زندگی می‌کنند که به نام پونت دو لاک، نام خانوادگی‌شان است. برادر لویی که اصرار دارد 
بصیرت مذهبی دارد، پس از یک نزاع وحشتناک با لویی می‌میرد. لویی خود را به خاطر مرگ برادرش سرزنش می‌کند و خود ویرانگر، بدبین و مستاصل می‌شود. او آرزوی مرگ خود را برای آزادی روحش دارد، اما شجاعت خودکشی را ندارد. او به میخانه‌ها و دیگر مکان‌های بدنام می‌رود و به دعوا و دوئل دامن می‌زند تا کسی او را بکشد.

## خون‌آشام
در طول یک حادثه در یک میخانه، لوئیس نظر خون‌آشامی به‌نام لستات دو لاین‌کورت را به خود جلب می‌کند. لستات به‌عنوان یک فرشته بر لوئیس ظاهر می‌شود و زندگی جدیدی را برای جایگزینی با زندگی ناامیدانه و بی معنای کنونی لویی، به او پیشنهاد می‌کند. لستات، با دیدن «موهای زیبای سیاه» و چشمان سبز تیره لوئیس و احساس کردن آرزوهای او، نه تنها توسط زیبایی لوئی، بلکه توسط داستان تراژدی او و قلب انسانی او نیز فریفته می‌شود، «او حس دلسوزی را در من ایجاد کرد». لستات در ۲۵ سالگی لویی را تبدیل به خون‌آشام می‌کند، یار جاودانه‌اش در سال ۱۷۹۱، و نزدیک به ۷۰ سال با لویی زندگی می‌کند.